# Thomas B. Reagan
Pour les articles homonymes, voir Reagan (homonymie).
Thomas B. Reagan, né le 14 décembre 1916 à Oklahoma City, Oklahoma, et mort le 8 octobre 1992, est un auteur américain de roman policier. Il a également utilisé le pseudonyme de Jim Thomas.

## Biographie
Pendant ses études supérieures en latin, grec et allemand à l'université d'Oklahoma, il travaille de nuit dans le corps des sapeurs-pompiers de sa ville natale pendant cinq ans. Il obtient également à cette époque un brevet de pilote commercial et d’instructeur pilote, mais en raison d’un problème de daltonisme, il ne peut effectuer de vols militaires et, pendant la Deuxième Guerre mondiale, il est affecté comme lieutenant d’infanterie de l’armée américaine. À la fin du conflit, il continue d’exercer des fonctions militaires sur le territoire américain, à Puerto Rico, à Trinidad et en Allemagne. Il quitte l’armée en 1952 avec le grade de capitaine. Il exerce ensuite divers petits métiers, tout en écrivant des romans et finit par se consacrer entièrement à l’écriture. Il vit pendant quinze ans à New York avant de s’installer en Autriche.
Entre 1964 et 1976, il signe six romans noirs qui relatent souvent des cambriolages ou des vols de banque avec une profusion de détails. Il s’y attache surtout à la description de l’existence de pitoyables anti-héros, victimes des illusions du rêve américain et devenus de petits truands qui espèrent encore et toujours se sortir de leur misère en réussissant le casse du siècle. 
Sous le pseudonyme de Jim Thomas, il a également fait paraître une série policière de trois titres ayant pour héros le détective privé new-yorkais Peter Cross.

## Œuvre

### Romans

#### Signés Thomas B. Reagan
- Bank Job (1964) Publié en français sous le titre Le Pépin, Paris, Gallimard, Série noire no 969, 1965
- The Big Fall (1967)
- An Unkindness of Ravens (1967)
- The Caper (1969) Publié en français sous le titre Un job en or, Paris, Gallimard, Série noire no 1329, 1970, réédition Carré noir no 462, 1982.
- Blood Money (1970) Publié en français sous le titre La Dernière Virée, Paris, Gallimard, Série noire no 1410, 1971, réédition Carré noir no 472, 1983.
- The Inside-Out Heist (1970) Publié en français sous le titre Le Contre-casse, Paris, Gallimard, Série noire no 1456, 1971, réédition Carré noir no 417, 1982.

#### SériePeter Crosssignée Jim Thomas
- Cross Purposes (1971) Publié en français sous le titre Coup de vase, Paris, Gallimard, Série noire no 1469, 1972
- Cross Questions (1976) Publié en français sous le titre Dépêche-toi, Peter Cross, Paris, Librairie des Champs-Élysées, Le Masque no 1431, 1982
- Cross Fire (1976) Publié en français sous le titre Une étrange fille, Paris, Librairie des Champs-Élysées, Le Masque no 1449, 1982

## Sources
- Jacques Baudou et Jean-Jacques Schleret, Le Vrai Visage du Masque, vol. 1, Paris, Futuropolis, 1984, 476 p. (OCLC 311506692), p. 429-430.
- Claude Mesplède (dir.), Dictionnaire des littératures policières, vol. 2 : J - Z, Nantes, Joseph K, coll. « Temps noir », 2007, 1086 p. (ISBN 978-2-910-68645-1, OCLC 315873361), p. 629-630.
- Claude Mesplède  et   Jean-Jacques Schleret (Éd. rév. de: SN, voyage au bout de la Noire), Les auteurs de la Série noire, 1945-1995, Nantes, Joseph K, coll. « Temps noir », 1996, 627 p. (ISBN 978-2-910-68611-6, OCLC 300207570), p. 393.